# Ebola (rivière)
Pour les articles homonymes, voir Ebola.
L’Ebola ou la Legbala, anciennement aussi l’Eau blanche, est une rivière de la république démocratique du Congo, qui à sa confluence avec la Dwa forme la Mongala (elle-même tributaire du fleuve Congo) à environ 8 km au sud-est de la ville de Businga.
En 1976, ce cours d'eau donna son nom au virus Ebola qui fut identifié lors d'une épidémie dans la ville de Yambuku (nord-est de la province d'Équateur) près de laquelle passe la rivière.

## Étymologie
Le nom Ebola est à l'origine une déformation par le colonisateur Belge francophone du nom ngbandi Legbala en L'ébola. Le terme original se traduit en français par « eau blanche ».